# Halestorm
Cet article concerne le groupe de rock alternatif américain. Pour le groupe de metal écossais, voir Alestorm.
Halestorm est un groupe américain de heavy metal, originaire de York, en Pennsylvanie. Le groupe est actuellement signé chez Atlantic Records et a réalisé son premier album éponyme en avril 2009. Suit The Strange Case of... en 2012, dont le premier single, Love Bites (So Do I), qui est récompensé d'un Grammy Award dans la catégorie de la meilleure chanson hard rock/metal, le 10 février 2013,. En 2015 sort l'album Into the Wild Life, suivi en 2018 par Vicious, dont le single Uncomfortable est nommé au Grammy Award dans la catégorie meilleure prestation rock. Leur dernier album en date, Back From The Dead, est sorti en 2022. Ils ont également sorti plusieurs EP, notamment des albums de reprises.

## Historique

### Formation (1997–2004)
Arejay et Lzzy, qui sont frère et sœur, forment Halestorm en 1997, alors qu'ils n'avaient respectivement que 10 et 13 ans. Halestorm est formé à York, en Pennsylvanie. En 2003, Joe Hottinger se joint au groupe. Lors des débuts du groupe, le père de Lzzy et Arejay, Roger Hale, joue de la basse avant l'arrivée de Josh Smith en 2004. Ils réussissent ainsi à occuper trois fois la couverture de Pennsylvania Musician.

### Halestorm(2005–2011)
Le groupe décroche un contrat chez Atlantic Records le 28 juin 2005. Un EP live, One and Done, est réalisé cette année-là. L'EP comportait une version live de It's Not You et n'est actuellement plus édité. À la suite de cet EP, ils entament une tournée à travers les États-Unis de janvier à mars 2006 sur le Sno-Core Tour avec Seether, Shinedown, et Flyleaf. Après cela, le groupe repart sur les routes mi-juillet 2006 pour l'Equinox Tour avec Shinedown, Trapt, Evans Blue, et Mercy Fall.

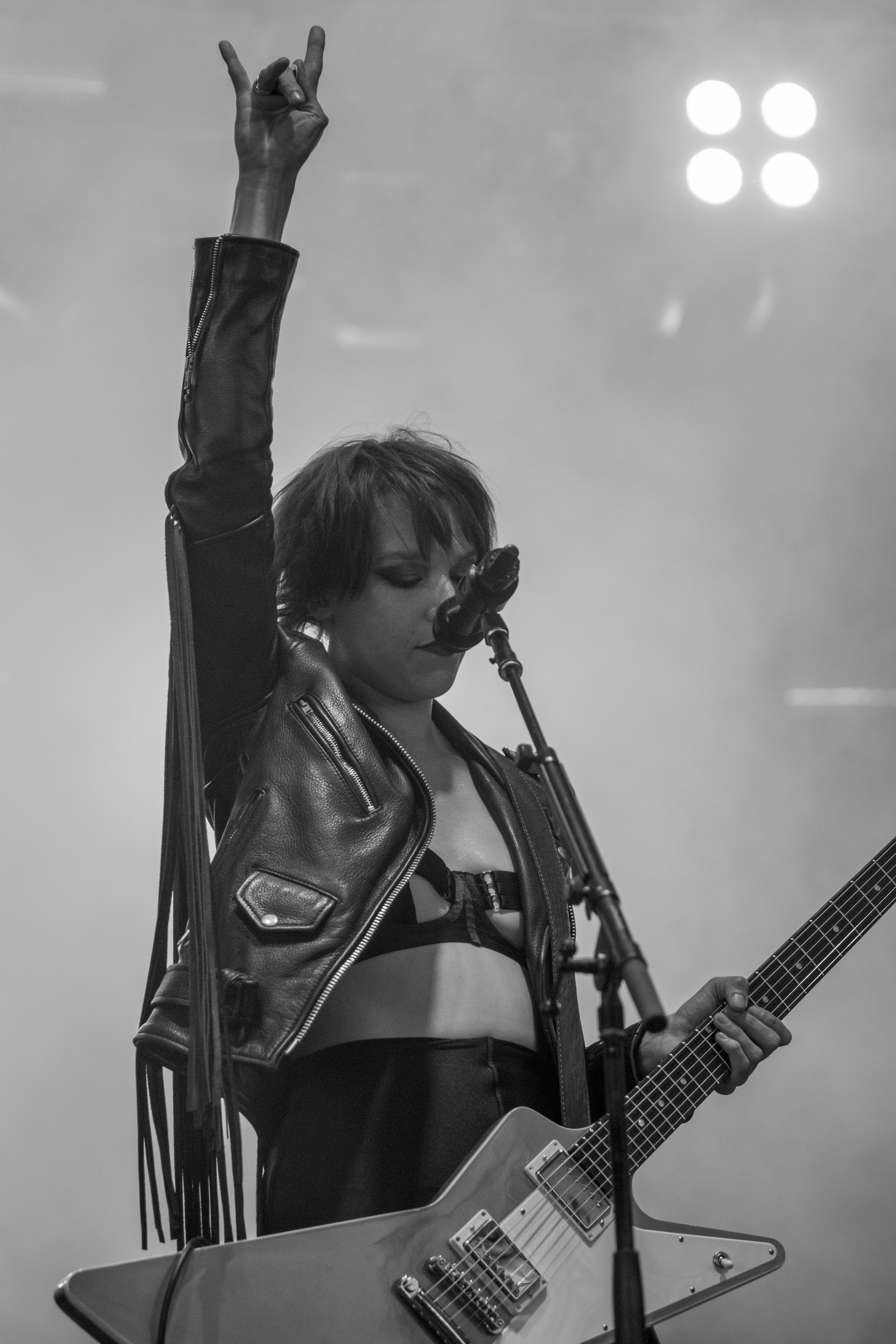
Lzzy Hale au Tuska Open Air Metal Festival en 2019.

En septembre 2007, Halestorm apparait durant l'émission The Tonight Show with Jay Leno. En 2009, Halestorm repart en tournée avec Chevelle, Adelitas Way, et Shinedown. Leur premier véritable album est publié le 28 avril 2009. James Michael aide d'ailleurs à écrire une chanson, What Were You Expecting. La chanson I Get Off est le premier single de l'album, qui est jouée sur de nombreuses radios américaines. Le second single, It's Not You et son clip sortent en novembre 2009, il est extrêmement bien accueilli dans le milieu radiophonique et sur Youtube au vu du nombre de clic sur la chaîne d'Atlantic Records. Du 15 novembre au 13 décembre 2010, le groupe participe au célèbre festival de metal Taste of Chaos Tour en Europe aux côtés de Papa Roach, Disturbed et Buckcherry.

### The Strange Case of...(2012–2013)
Le 18 mai, le groupe participe au festival 'Rock on the Range en 2012 et par la suite, le 21 juin, le groupe est en première partie du spectacle d'Avenged Sevenfold à Québec. En 2013, Halestorm réalise la première partie de la tournée européenne du groupe Alter Bridge. Lors du concert de cette tournée au Zénith de Paris, le 24 octobre 2013, Halestorm reprend le titre Dissident Agressor de Judas Priest. Pendant cette tournée avec Alter Bridge, Lzzy Hale participe à un duo avec le chanteur Myles Kennedy pour jouer la chanson Watch Over You.

### Into the Wild Life(depuis 2014)

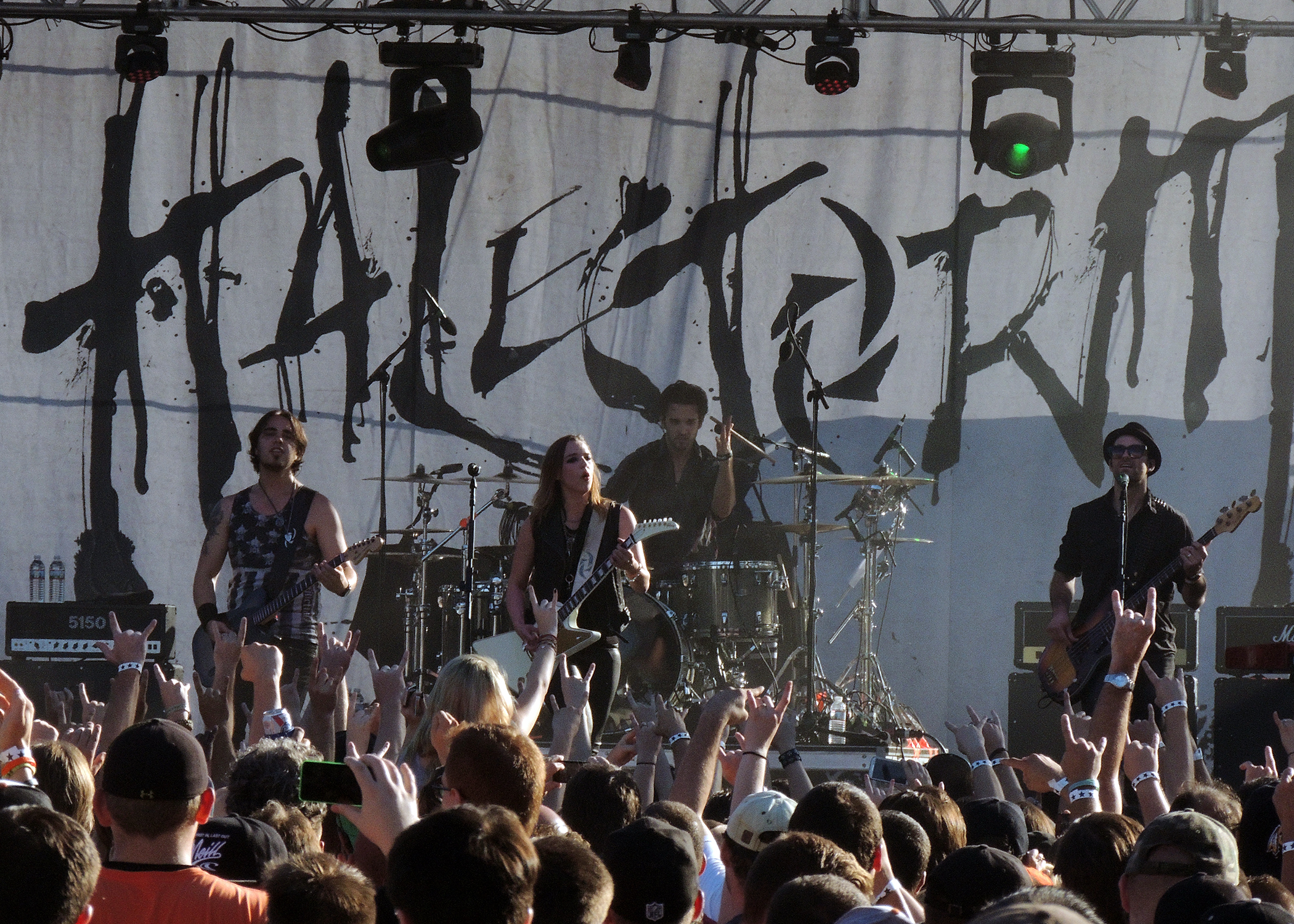
Halestorm en 2014.

Avec la sortie de Into the Wild Life en avril 2015, le groupe se lance dans une nouvelle tournée mondiale. En mai 2015 sortira un ouvrage photo intitulé To Hale and Back en collaboration avec le photographe Rob Fenn, qui retrace de loin la carrière de Halestorm. Après les attentats du 13 novembre 2015 au Bataclan où ils avaient joué quelques mois plus tôt, Halestorm participe au concours Play It Forward des Eagles of Death Metal en reprenant leur titre I Love You All the Time, qui est notamment joué à leur retour en France, le 13 février 2016, au Trianon de Paris.
Le groupe participe en janvier et février 2016 au Carnival of Madness en Grande-Bretagne avec Black Stone Cherry, Shinedown et Highly Suspect. 
Le 6 janvier 2017, Halestorm publie un troisième album de reprises, Reanimate 3.0: The Covers EP.

### Vicious(depuis 2018)
Le 27 juillet 2018, le groupe sort  Vicious (en). Une nouvelle tournée mondiale est lancée notamment en Europe à l'automne 2018.
L'album Back from the Dead sort le 6 mai 2022. Sa composition débute en 2020 mais est chamboulée par la pandémie de Covid-19.

## Membres
- Lzzy Hale – chant, guitare rythmique, claviers (depuis 1997)
- Joe Hottinger – guitare solo, chœurs (depuis 2003)
- Josh Smith – basse, chœurs (depuis 2005)
- Arejay Hale – batterie, percussions, chœurs (depuis 1997)

## Discographie

### Albums studio
- 2009 - Halestorm
- 2012 - The Strange Case of...
- 2015 - Into the Wild Life
- 2018 - Vicious
- 2022 - Back From The Dead
- 2025 - Everst

### EP
- 2009 : One and Done
- 2011 : ReAnimate: The Covers
- 2012 : Hello, It's Mz Hyde
- 2013 : ReAnimate 2.0: The Covers
- 2017 : ReAnimate 3.0: The Covers
- 2020 : Vicious (Stripped)
- 2020 : Reimagined

### Singles
- I Get Off
- It's Not You
- Familiar Taste Of Poison
- Love/Hate Heartbreak
- Love Bites (So Do I)
- I Miss The Misery
- Apocalyptic
- Amen
- I Am The Fire
- Mayhem
- Mz. Hyde
- Uncomfortable
- Vicious
- The Steeple
- Mine
- Terrible Thing feat. Ashley McBryde
- can u see me in the dark? (Hallestorm & I Prevail)
- Darkness Always Wins
- Everest[13]